# Arhopala argentea
Arhopala argentea är en fjärilsart som beskrevs av Otto Staudinger 1888. Arhopala argentea ingår i släktet Arhopala och familjen juvelvingar. IUCN kategoriserar arten globalt som livskraftig. Inga underarter finns listade i Catalogue of Life.

## Bildgalleri

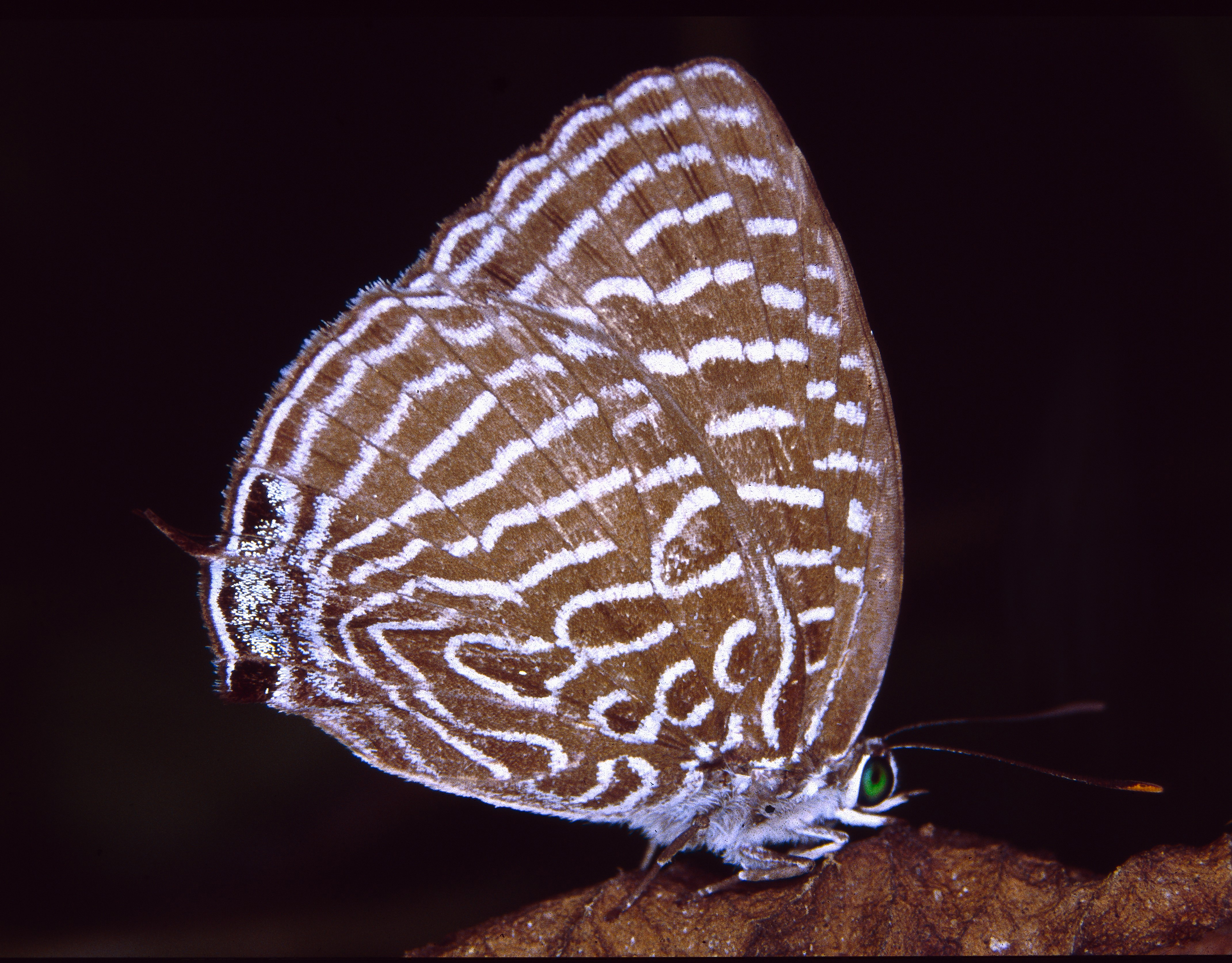
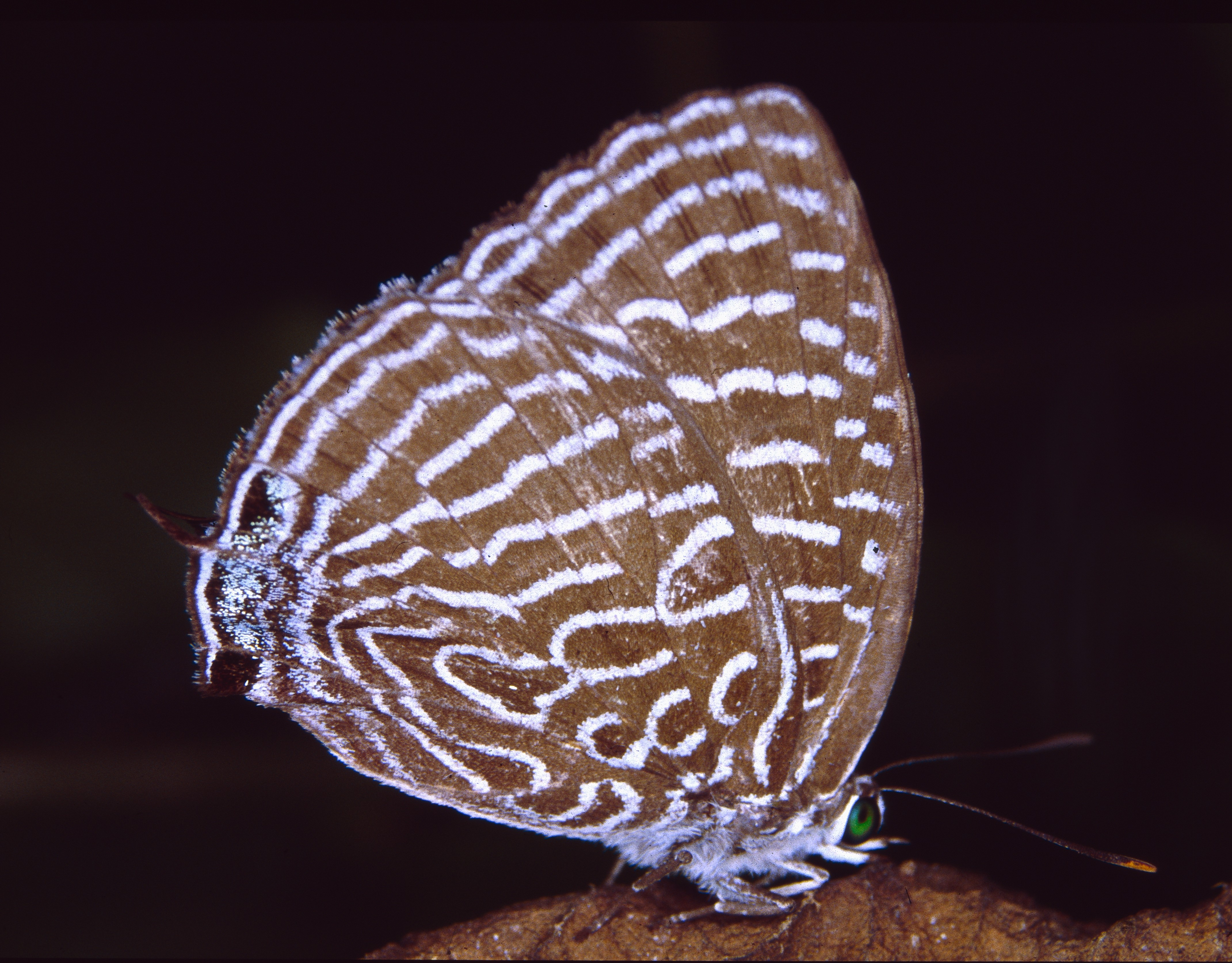
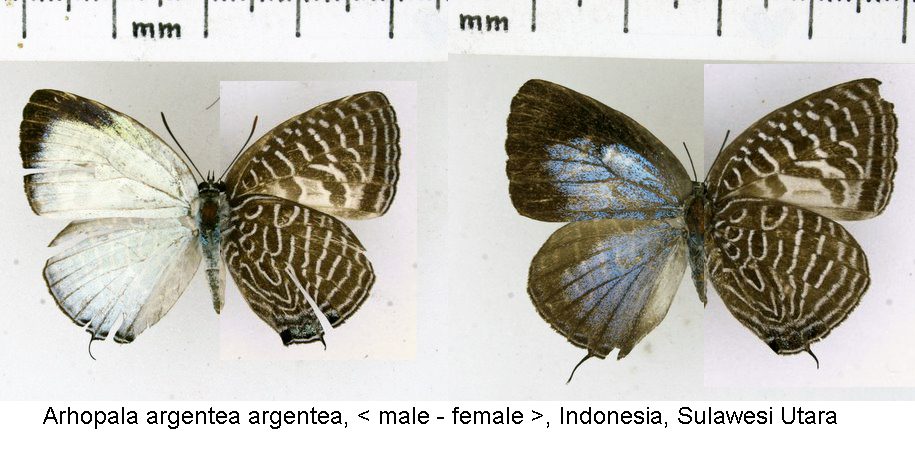
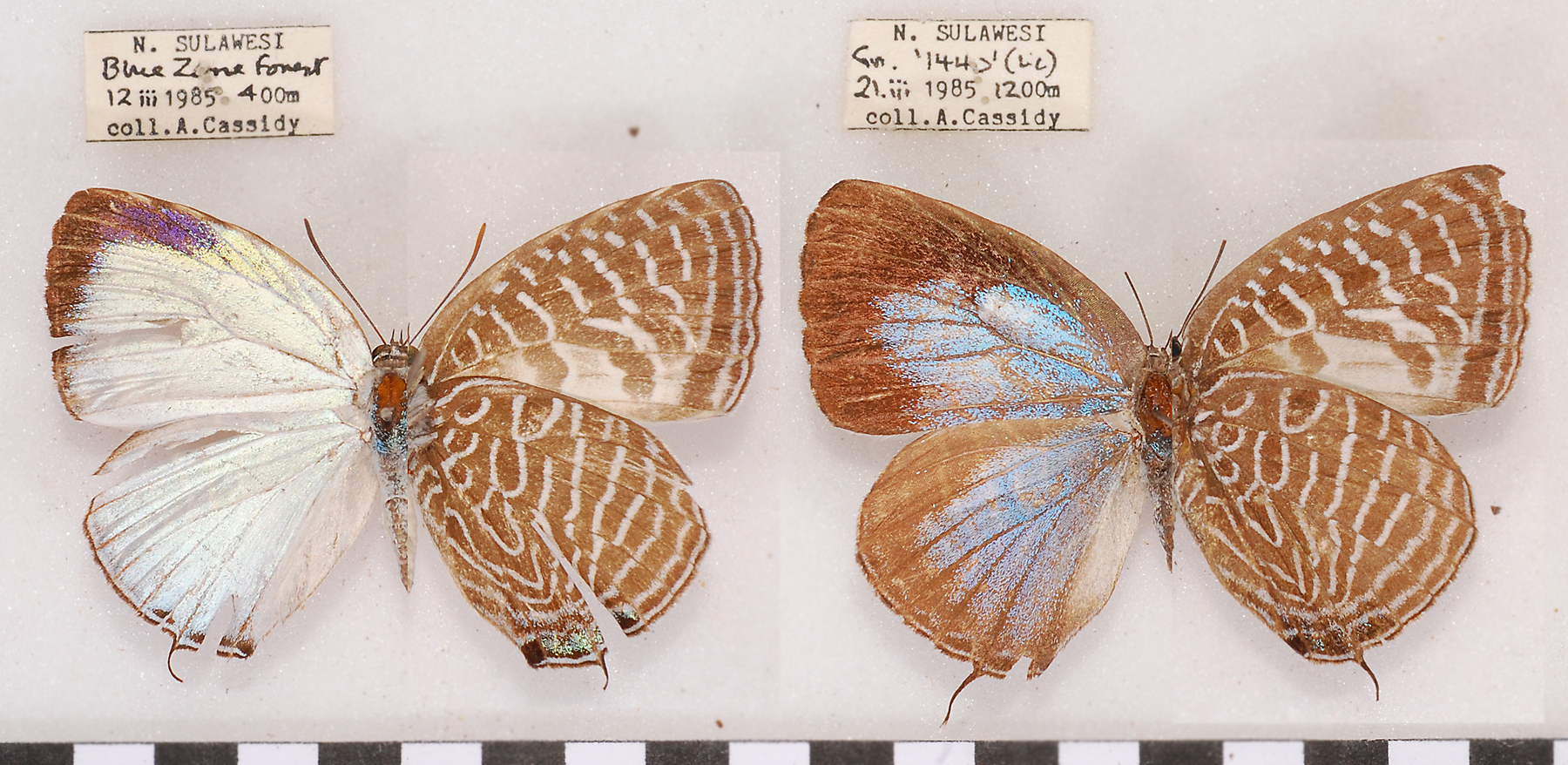
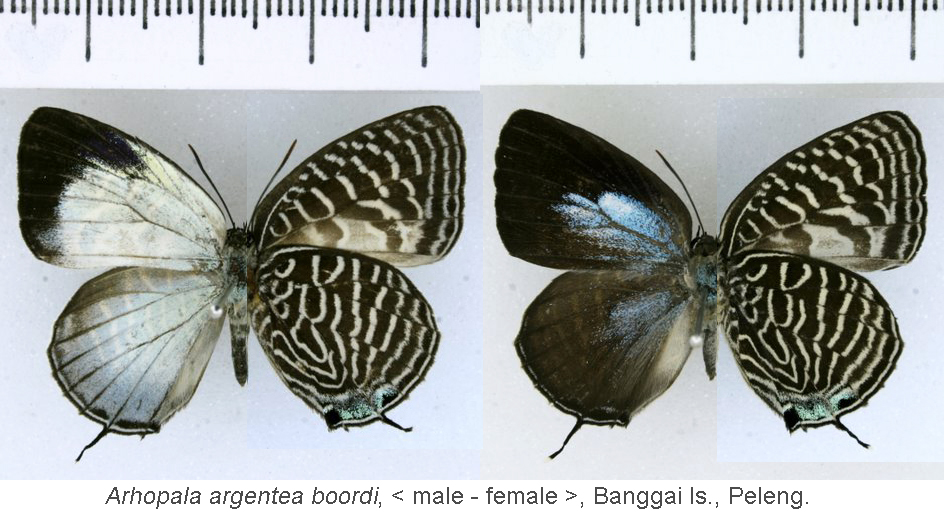
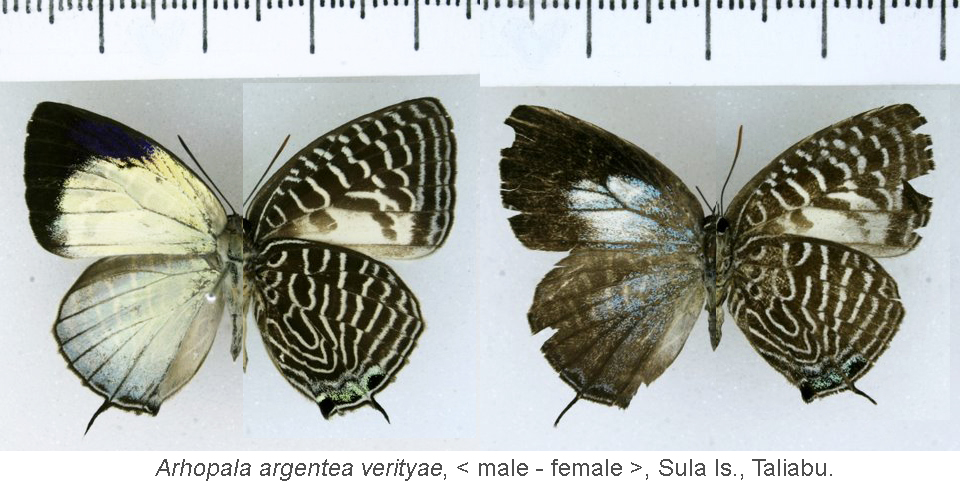